# Kanda Masatane
Kanda Masatane (神田 正種 Thần Điền Chính Chủng), (sinh ngày 24 tháng 4 năm 1890 mất ngày 15 tháng 1 năm 1983), chức Trung tướng trong Lục quân Đế quốc Nhật Bản, tham gia chiến tranh thế giới thứ 2.

## Tiểu sử
Sinh ra ở tỉnh Aichi, Kanda tốt nghiệp khóa 23 Trường Sĩ quan Lục quân (Đế quốc Nhật Bản) vào năm 1911, chuyển tới làm ở đạo quân Quan Đông và được chọn quản lý tuyến đường sắt Nam Mãn Châu tại Cáp Nhĩ Tân. Năm 1934, tốt nghiệp khóa 31 trường Đại học Lục quân (Đế quốc Nhật Bản). Từ năm 1934- 1936, ông làm tùy viên quân sự cho nước Cộng hoà Thổ Nhĩ Kỳ.
Khi trở về Nhật Bản, ông là giảng viên trường Đại học Lục quân (Đế quốc Nhật Bản) trong một năm trước khi chuyển đến làm Trưởng phòng 4, Cục 2 Bộ Tổng Tham mưu Lục quân Đế quốc Nhật Bản, với sự thông thạo lưu loát tiếng Nga ông phụ trách thu thập và phân tích các báo cáo tình báo quân sự từ châu Âu và Bắc Mỹ.
Chiến tranh Trung-Nhật lần thứ hai bắt đầu vào năm 1937, ông được giao chỉ huy Trung đoàn 45 Bộ binh IJA một thời gian ngắn, nhưng nhanh chóng quay trở lại vị trí Trưởng phòng 1 thuộc Tổng Thanh tra đào tạo quân sự.
Năm 1941, ông thăng chức Thiếu tướng và chỉ huy Sư đoàn 6 IJA, chuyển đến Trung Quốc tham gia đánh trận Trường Sa. Từ năm 1943- 1945, ông chuyển đến giữ quần đảo Solomon. Ông là vị chỉ huy thứ hai của Quân đoàn 17 IJA, sau tướng Hyakutake Harukichi trong thời kỳ đầu của chiến dịch Bougainville, lúc này ông giữ chức Trung tướng, và khi Hyakutake bị đột quỵ vào năm 1945, ông thay thế chỉ huy Quân đoàn 17 IJA.
Kanda đầu hàng quân Đồng Minh vào ngày 08 tháng 9 năm 1945 tại Bougainville.
Sau chiến tranh, Kanda đã bị bắt và bị kết án về tội ác chiến tranh, tuyên án phạt 14 năm tù, ông lãnh án phạt năm 1948. Năm 1952, ông được thả ra.
Năm 1983, ông qua đời.

### Sách
- Hayashi, Saburo (1959). Kogun: The Japanese Army in the Pacific War. Marine Corps. Association. ASIN B000ID3YRK.
- Fuller, Richard (1992). Shokan: Hirohito's Samurai. London: Arms and Armor. ISBN 1-85409-151-4.
- Gailey, Harry A. (1991). Bougainville, 1943-1945: The Forgotten Campaign. Lexington, Kentucky, USA: University Press of Kentucky. ISBN 0-8131-9047-9.
- Long, Gavin (1963). Volume VII – The Final Campaigns. Australia trong thế chiến II. Canberra: Đài tưởng niệm liệt sĩ Úc. Bản gốc lưu trữ ngày 27 tháng 8 năm 2006. Truy cập ngày 2 tháng 11 năm 2006.
- Rottman, Gordon L. (2005). Japanese Army in World War II:  The South Pacific and New Guinea, 1942-43. Dr. Duncan Anderson (biên tập cố vấn). Oxford and New York: Osprey. ISBN 1-84176-870-7.